# Peter Borwein
Peter Benjamin Borwein (* 10. Mai 1953 in St Andrews; † 23. August 2020  in Burnaby) war ein kanadischer Mathematiker, der als Mit-Entdecker der Bailey-Borwein-Plouffe-Formel (nach D. Bailey, P. Borwein und S. Plouffe) zur Berechnung einer beliebigen hexadezimalen Stelle von π (ohne Kenntnis vorheriger Ziffern) bekannt wurde. Er war als Vertreter der Experimentellen Mathematik bekannt. Er war Sohn des in Litauen geborenen Mathematikers David Borwein.

## Werdegang
Borwein studierte an der University of Western Ontario (Bachelor 1974) und der University of British Columbia, wo er 1976 seinen Masterabschluss machte und 1979 bei David W. Boyd promoviert wurde. Als Post-Doktorand war er 1979/80 als NATO Fellow an der Universität Oxford. 1990 wurde er Professor an der Dalhousie University, ab 1993 war er Professor an der Simon Fraser University.
Sein älterer Bruder Jonathan Borwein, mit dem er häufig zusammenarbeitete, war ebenfalls Mathematiker. Mit ihm erhielt er 1993 den Chauvenet-Preis. 
 Zusammen mit ihm und Simon Plouffe hat er Ende der 1990er Jahre den Inverse Symbolic Calculator, einen Online-Zahlen-Checker aufgebaut.
Zu seinen Schülern gehört Tamás Erdélyi.
Borwein war ab 1980 verheiratet und hatte drei Töchter.

## Schriften
- Mit Jonathan M. Borwein: Pi and the AGM, Wiley Interscience, 1998, ISBN 047131515X.
- mit Tamás Erdélyi: Polynomials and polynomial inequalities, Springer 1995